# Silvana Koch-Mehrin
Silvana Koch-Mehrin (nacida en Wuppertal el 17 de noviembre de 1970) es una política alemana del Partido Democrático Liberal (FDP). Fue vicepresidenta durante la sexta y séptima legislaturas del Parlamento Europeo (2004-2014), con el Partido Europeo Liberal, Demócrata y Reformista.

## Trayectoria profesional
Antes de iniciar su carrera política, Koch-Mehrin fundó y dirigió una consultoría de asuntos públicos en Bruselas, que luego se fusionó con una empresa estadounidense. Además trabajó como Asesora de Política Sénior para Gplus Europa.

### Eurodiputada
En las elecciones al Parlamento Europeo de 2004, Silvana Koch-Mehrin fue elegida para forma parte de la Sexta legislatura de la institución. La eurodiputada fue reelegida en las elecciones al Parlamento Europeo de 2009, lo que le permitió ejercer una nueva legislatura de cinco años.
En junio de 2011, la Universidad de Heidelberg le retiró su título de Doctor al haberse constatado plagios en su tesis doctoral. Su recurso fue rechazado por la Universidad, por lo que ha acudido ante los tribunales: la causa está pendiente. Ya antes, cuando se dieron a conocer las sospechas, anunció su retirada de todos los cargos políticos, pero manteniendo su pertenencia al Parlamento Europeo. 
Sin embargo, cuatro días después de la decisión de la Universidad fue elegida miembro de la Comisión de Investigación del Parlamento Europeo. Tras masivas protestas de las asociaciones científicas alemanas -encabezadas por la Sociedad Alemana de Investigación, que indicaba que no era aceptable que siguiera perteneciendo al Parlamento Europeo-, Koch-Mehrin anunciaba que cambiaría a otra Comisión parlamentaria.

### Carrera post parlamentaria
Koch-Mehrin es la presidenta y fundadora de Women Political Leaders (WPL), fundación sin ánimo de lucro creada en 2013, que suma alrededor de 9.000 mujeres políticas líderes y tiene como objetivo “aumentar el número y la influencia de las mujeres en el liderazgo político”. La organización se llamó originalmente Women in Parliaments global forum (WIP), cambiando de nombre después para diferenciarse de otras entidades con nombres similares.
Además de su trabajo para WPL, es miembro de la junta del Consejo de Mujeres Líderes Mundiales. Es Directora de la Junta del Social Progress Imperative, y desde 2006 representa a la Unión Europea en el Comité Ejecutivo del Woman 20 (W20), un grupo oficial de participación del G20.

## Vida privada
Koch-Mehrin vive en Bruselas con su esposo y sus tres hijos.